# Greg Malone (diễn viên)
David Gregory "Greg" Malone (sinh ngày 19 tháng 10 năm 1948 tại St. John's, Newfoundland) là một người theo trường phái ấn tượng và diễn viên người Canada. Ông nổi tiếng với loạt phim truyền hình CODCO và các mạo danh Barbara Frum, Jean Chrétien và Nữ hoàng Elizabeth II.

## Chính trị
Malone đã tham gia vào chiến dịch ngăn chặn việc tư nhân hóa Newfoundland and Labrador Hydro, và đã bảo vệ các nguyên nhân môi trường khác, bao gồm cả chiến dịch cấm vận chuyển rác đến Newfoundland. Ông chạy đua với tư cách là ứng cử viên của Đảng Dân chủ Mới ở St. John's West do cuộc bầu cử sơ bộ năm 2000, thua Loyola Hearn trong gang tấc.
Malone đã ủng hộ Elizabeth May và Đảng Xanh của Canada trong cuộc bầu cử năm 2008, và biểu diễn tại hội nghị của Đảng Xanh năm 2009 tại Pictou, Nova Scotia.
Vào tháng 6 năm 2019, Malone đã được công bố là ứng cử viên của đảng Xanh cho việc tranh đua Avalon cho cuộc bầu cử liên bang năm 2019. Malone đã hoàn thành một thứ tư xa trong cuộc bầu cử.